# Matsudaira Munehide
Matsudaira Munehide est un nom japonais traditionnel ; le nom de famille (ou le nom d'école), Matsudaira, précède donc le prénom (ou le nom d'artiste).
Matsudaira Munehide (松平 宗秀, 21 octobre 1809-20 décembre 1873), aussi connu sous le nom « Honjō Munehide » (本庄 宗秀), est un daimyo de la fin de l'époque d'Edo qui dirige le domaine de Miyazu (actuel Miyazu). Il est connu par les titres Hōki-no-kami (伯耆守) (après 1840) ou Tango-no-kami (丹後守) (après 1868).

## Officiel durant lebakufu
Munehide occupe un certain nombre de fonctions au sein du shogunat Tokugawa, et parvient finalement au poste de rōjū, titre qu'il porte pendant la période allant du mois de septembre 1864 au mois de septembre 1866. Il est auparavant Kyoto shoshidai du 26 juillet 1862 au 17 septembre 1862 Il est aussi jisha-bugyō de novembre 1858 à novembre 1861 et Osaka jōdai de février 1861 à juillet 1862.

## Officiel durant la restauration de Meiji
Durant l'ère Meiji, il est prêtre en chef du Ise-jingū.